# Фазилова, Акиложон
Акиложон Фазилова (род. 1929 год, Таджикская ССР) — звеньевая колхоза имени Ленина Ворошиловабадского района Сталинабадской области, Таджикская ССР. Герой Социалистического Труда (1948).

## Биография
Родилась в 1929 году в бедной крестьянской узбекской семье в одном из сельских населённых пунктов современной Согдийской области.
С начала 1940-х годов трудилась рядовой колхозницей, звеньевой хлопководческого звена колхоза имени Ленина Ворошиловабадского района (с 1957 года — Колхозабадский район, сегодня — район Джалолиддин Балхи Хатлонской области).
В 1947 году звено под руководством Акиложон Фазиловой собрало в среднем с каждого гектара по 61 центнера египетского хлопка на участке площадью 5 гектаров. Указом Президиума Верховного Совета СССР от 1 марта 1948 года удостоен звания Героя Социалистического Труда за «получение высокого урожая хлопка при выполнении колхозом обязательных поставок и натуроплаты за работу МТС в 1947 году и обеспеченности семенами зерновых культур для весеннего сева 1948 года» с вручением ордена Ленина и золотой медали «Серп и Молот».
Этим же указом званием Героя Социалистического Труда были удостоены председатель колхоза Атоджон Додобаев, труженики колхоза звеньевые Темирбек Газибеков и Гульсиной Юнусова.
Трудилась в хлопководстве до выхода на пенсию в 1982 году. Персональный пенсионер союзного значения. Проживала в Ворошилобадском районе.